# Podgorni (Moldavànskoie)
|  | Per a altres significats, vegeu «Podgorni». |

Podgorni - Подгорный (rus) - és un khútor del krai de Krasnodar, a Rússia. Es troba als vessants septentrionals del Caucas occidental, a la vora dreta del riu Kudako, a 15 km al nord-oest de Krimsk i a 95 km a l'oest de Krasnodar, la capital.
Pertany al municipi de Moldavànskoie.